# Кама Сутра: История любви
«Ка́ма Су́тра: Исто́рия любви́» (англ. Kama Sutra: A Tale of Love) — индийский англоязычный историко-романтический фильм 1996 года, снятый режиссёром Мирой Наир. Название отсылает к древнему индийскому трактату Камасутра и служит общей связью между персонажами. В главных ролях играют Рекха, Индира Варма и Нэвин Эндрюс.

## Сюжет
Сюжет берет свое начало из короткого рассказа Ваджиды Табассум под названием «Утран».
Индия, XVI век. Малышка Майя, дочь танцовщицы, живёт при дворце магараджи. Она донашивает старую одежду принцессы Тары, посещает с ней уроки танцев и слушает лекции о любви.
Спустя годы девочки становятся прелестными девушками. Принц Радж Сингх сватается к Таре. Но палящее солнце Индии разжигает страсти и дурманит разум, не разбирая имён и сословий.

## В ролях
- Индира Варма — Майя
- Сарита Чоудхури — принцесса Тара
- Нэвин Эндрюс — Радж Сингх
- Рамон Тикарам — Джай Кумар
- Рекха — учитель Кама Сутры

## Награды и номинации
Участник основного конкурса кинофестиваля в Сан-Себастьяне. Оператор Деклан Куинн был награждён премией «Независимый дух» за лучшую операторскую работу.